# Wormser Propheten

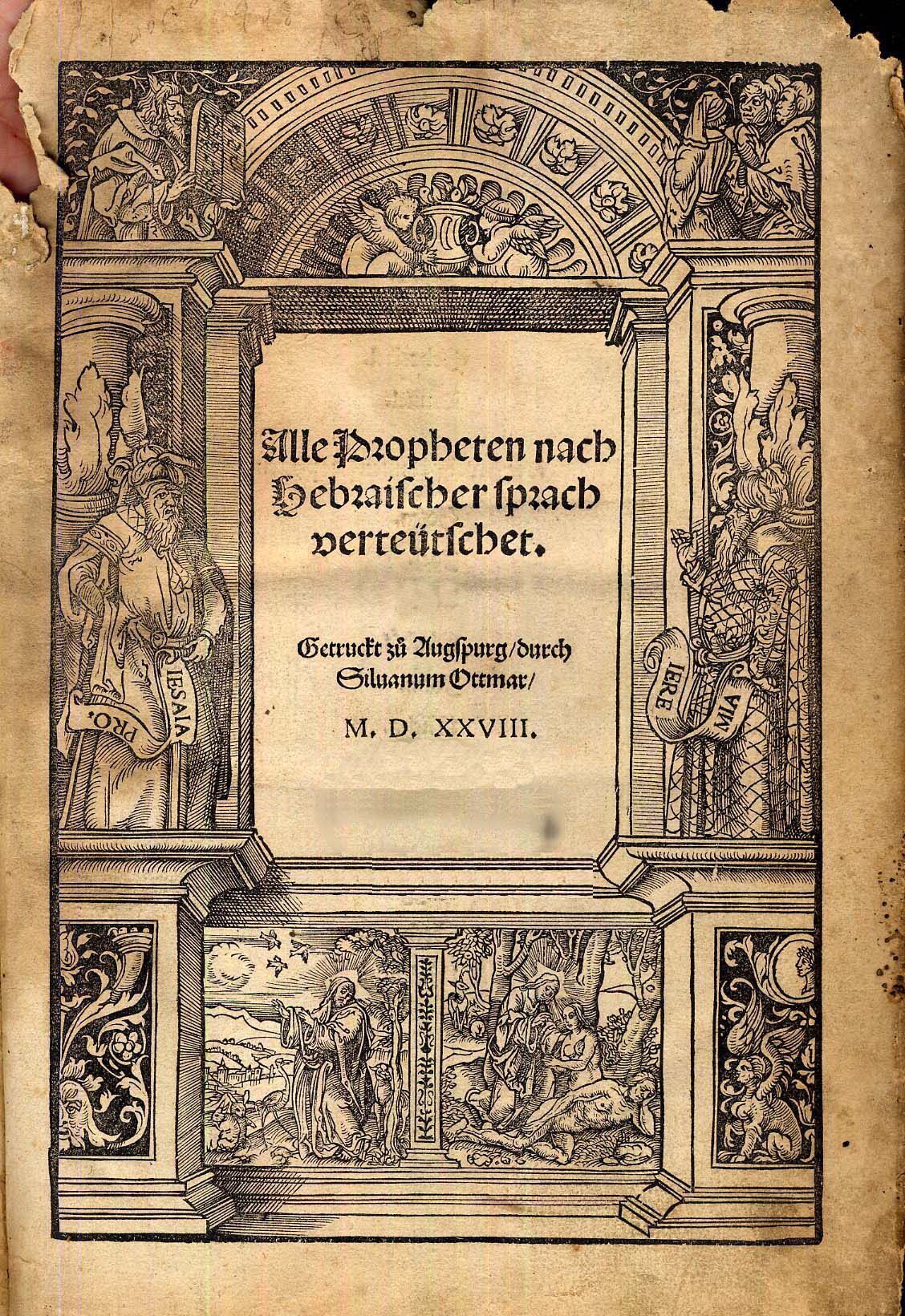
Titelblatt der Wormser Prophetenübersetzung

Wormser Propheten bezeichnet die von den täuferischen Reformatoren Ludwig Hätzer und Hans Denck angefertigte und im Frühjahr 1527 in Worms herausgegebene deutsche Übersetzung der Prophetenbücher des Alten Testamentes aus der hebräischen Ursprache. Die unter dem Titel „Alle Propheten nach Hebräischer Sprach verteutscht“ herausgegebene Übersetzung war die erste protestantische Übersetzung der Propheten und erschien noch vor den Prophetenübersetzungen Huldrych Zwinglis und Martin Luthers. Ludwig Hätzer und Hans Denck selbst wurden bei ihrer Arbeit am hebräischen Originaltext wahrscheinlich von jüdischen Theologen unterstützt.
Die von dem Buchdrucker Peter Schöffer dem Jüngeren gefertigten Wormser Propheten erschienen am 13. April 1527 in zwei Buchformaten, in einer großen Folioausgabe und einer handlichen Oktavausgabe; am 7. September 1527 ließ Schöffer eine sehr kleine Ausgabe in Sedez folgen. Die Wormser Propheten fanden rasch Verbreitung. Innerhalb von fünf Jahren wurden noch elf weitere Ausgaben gedruckt. Druckorte waren neben Worms auch Augsburg und Hagenau im Elsass.
Dennoch wurde das Werk mit Verweis auf die täuferische Herkunft ihrer Verfasser von vielen Seiten abgelehnt. Bereits im Mai 1527 verbot der Stadtrat in Nürnberg den weiteren Verkauf der Wormser Propheten. Zwinglis Urteil über die Wormser Propheten in seiner Vorrede zu der erstmals 1529 erschienenen Zürcher Prophetenübersetzung war von tiefem Misstrauen durchzogen. Obwohl er die wortgetreue Übersetzung Hätzers und Dencks aus dem Hebräischen schätzte, warnte er aus einem dogmatischen Vorurteil heraus vor ihr, da sie von gefährlichen "Rädelsführer[n] der Sekten und Rotten" erarbeitet worden sei. Stärker noch als Zwingli hegte Martin Luther in seinem "Sendbrief vom Dolmetschen" (1530) Vorbehalte gegenüber den Wormser Propheten. Er stieß sich nicht nur an den für ihn häretischen Übersetzern, sondern vor allem an der Mitarbeit von Juden bei der Übersetzung der Wormser Propheten.
Ob sich Luther bei seiner eigenen Prophetenübersetzung auf die Wormser Propheten gestützt hat, wird noch immer kontrovers beurteilt. Für die Zürcher Propheten von 1529 konnte Traudel Himmighöfer nachweisen, dass die Wormser Propheten sehr wohl zu Rate gezogen wurden. Die Zürcher Übersetzung des Buchs Daniel wurde komplett aus der Wormser Prophetenübersetzung übernommen. Bei der Zürcher Übersetzung weiterer Prophetenbücher wechseln selbstständig übersetzte Textpassagen mit solchen aus den Wormser Propheten übernommenen ab.
1529, zwei Jahre nach Veröffentlichung der Wormser Propheten, erschien mit der ebenfalls von dem Buchdrucker Peter Schöffer dem Jüngeren herausgegebenen Wormser Bibel die erste protestantische Vollbibel in deutscher Sprache. Dadurch, dass die Wormser Propheten und die Wormser Bibel nicht nur in derselben Stadt, sondern sogar von demselben Drucker produziert waren, findet sich durch die Jahrhunderte hindurch – und vereinzelt auch heute noch – immer wieder die Behauptung, dass die Wormser Bibel im Prophetenteil die Übersetzung der Wormser Propheten übernommen habe. Der Erste, der dieses Fehlurteil aufdeckte und wissenschaftlich klarstellte, war der evangelische Theologe Gustav Georg Zeltner in seiner 1735 erschienenen Abhandlung Kurtzes Sendschreiben, worinnen von der alten und höchst-raren teutschen Wormser Bibel zuverläßige Nachricht […] ertheilet. Es besteht keinerlei Zweifel, dass für den Prophetenteil der Wormser Bibel eben nicht die Übersetzung von Hätzer und Denck, sondern die damals aktuell erschienene Zürcher Prophetenübersetzung übernommen wurde.
Spätestens nach Erscheinen der kompletten Zürcher Bibel 1531 und der Lutherbibel 1534 verloren die Wormser Propheten ihre Bedeutung.